# Partinium
Partinium is een legering van aluminium, wolfraam en magnesium. In plaats van magnesium wordt ook wel antimoon toegevoegd.
Deze legering is in Frankrijk in de auto-industrie gebruikt, onder andere voor de carrosserie van de La Jamais Contente. De naam verwijst naar de ontdekker G.H. Partin, die de benaming voor diverse legeringen van verschillende samenstellingen gebruikte.
De fabricage vond plaats in de Usines de Partinium te Puteaux.